# Acacia yucatanensis
Acacia yucatanensis é uma espécie de leguminosa do gênero Acacia, pertencente à família Fabaceae.